# Szent István Tudományos Akadémia
A Szent István Tudományos Akadémia (SZIA, 2004-ig Szent István Akadémia) a Szent István Társulat Tudományos és Irodalmi Osztályából 1915-ben alakult, 1916 januárjától működő katolikus tudós társaság, mely „a Magyar Tudományos Akadémiával egyenrangú, önálló tudományos akadémiaként szerveződött meg”. Az akadémia virágkora a két világháború közötti időszakra tehető, amikor számos tudományos előadás hangzott el az osztály- és közgyűléseken. Az előadások jelentős része nyomtatásban is megjelent. Számos tudományos társulattal – köztük protestáns szervezetekkel is – tartotta a kapcsolatot. A Magyar Tudományos Akadémia tagjainak jelentős része egyben a Szent István Akadémiának is a tagja volt.
A második világháború utáni megváltozott környezetben a felolvasó előadások folytatódtak, de az 1951. január 25-én ajánlott tagok székfoglalójukat már nem tudták megtartani. A június 1-jei ülés az Állami Egyházügyi Hivatal (ÁEH) nyomására beszüntette működését. A SZIT igazgatóválasztmányi ülésein azonban 1953 szeptemberétől szórványosan, 1958-tól rendszeresen ismét elhangzottak előadások.
A rendszerváltást követően – több éves előkészítés után – hivatalosan 2003. március 10-én alakult újjá. 2004-ben felvette a Szent István Tudományos Akadémia nevet. Kánonjogilag tudományos testület, hivatalos nyilvános egyházi társulás (consociatio publica), amelynek fővédnöke Magyarország mindenkori prímása.

## Szent István Akadémia
Ami igazán katolikus, azaz egyetemes akar lenni, annak nem szétválasztó, hanem egyesítő, egybekapcsoló energiát kell kifejtenie.
A Szent István Akadémia (1915–1951) a tudományok katolikus szellemű művelését tűzte ki célul.
Előzménye a Szent István Társulat – Ipolyi Arnold alelnök kezdeményezésére – 1885-ben életre hívott Tudományos és Irodalmi Osztálya, mely azzal a szándékkal jött létre, hogy a magyar katolikus tudósok hatékony szellemi műhelyévé váljon. Harminc év elteltével ez a testület olyan jelentős tudományos tevékenységet tudott maga mögött, hogy 1915-ben Csernoch János hercegprímás a hatékonyabb munka összefogására javasolta, hogy a Tudományos és Irodalmi Osztály önálló intézménnyé alakuljon, Szent István Akadémia néven.
A tagság feltétele a megválasztás, prímási jóváhagyás és székfoglaló tartása volt. Az osztályokat elnök és titkár, 1920-tól másodelnök vezette. Vagyonkezelésüket a Szent István Társulattal közösen végezték.

### Osztályai
- 1. Hittudományi és bölcseleti osztály (hittudomány, bölcselet és neveléstudomány)
- 2. Történelem, jog- és államtudományi osztály (történelem és segédtudományai, jog- és államtudományok, társadalomtudományok)
- 3. Nyelv- és széptudományi osztály (irodalomtörténet és nyelvészet, esztétika, művelődéstörténet és szépirodalom)
- 4. Mennyiségtan- és természettudományi osztály (mennyiségtan és természettudományok)

### Elnökei
| Kezdete           | Vége              | Elnök                                                                       |
| ----------------- | ----------------- | --------------------------------------------------------------------------- |
| 1916. január 20.  | 1921. április 13. | Giesswein Sándor                                                            |
| 1921. május 7.    | 1933. február 7.  | gróf Apponyi Albert                                                         |
| 1933. február 24. | 1945. március 29. | Serédi Jusztinián                                                           |
| 1945. március 29. | 1948. februárjáig | az elnöki tisztet a két másodelnök, Pataky Arnold és Angyal Pál töltötte be |
| 1948              | 1951              | Egyed István                                                                |

### Másodelnökei
| Kezdete            | Vége               | Másodelnök                          |
| ------------------ | ------------------ | ----------------------------------- |
| 1921. május 7.     | 1926               | Székely István                      |
| 1926. február 22.  | 1929               | Concha Győző                        |
| 1929. február 22.  | 1933               | Négyesy László                      |
| 1933. február 24.  | 1934. december 21. | Hutÿra Ferenc                       |
| 1935. december 13. | 1940               | Viszota Gyula                       |
| 1941               | 1946               | Pataky Arnold                       |
| 1946               | 1949               | Angyal Pál. Utána nem töltötték be. |

### Főtitkárai
| Kezdete           | Vége                | Főtitkár (Egyben a SZIA Értesítője szerkesztői és a tagajánlások felelős kiadói.) |
| ----------------- | ------------------- | --------------------------------------------------------------------------------- |
| 1916. január 20.  | 1938. augusztus 27. | Reiner János                                                                      |
| 1938. október 21. | 1947                | Papp Károly                                                                       |
| 1948. február     | 1975                | Réthly Antal. Utána 1998-ig nem töltötték be.                                     |

## Szent István Akadémia tagjai betűrendben 1951-ig[3]
| - Aistleitner József (?–1951) - Aujeszky Aladár (1921–1933) - Badics Ferenc (1926–1939) - Bitter Illés Béla (1915–1939) - Bognár Cecil Pál (1921–1951) - Chobot Ferenc (1915-1931) - Czirbusz Géza (1915–1920) - Felber Gyula (1931–1951) - Finta Sándor (1929–1950) - Gimesi Nándor István (1925–1951) - Gombos Ferenc Albin (1936–1938) - Hermann István Egyed (1938–1951) - Hutÿra Ferenc (1918–1934) | - Irk Albert (1932–1951) - Iványi Béla (1916–1951) - Johan Béla (1941–1951) - Kadić Ottokár (1929–1951) - Kesselyák Adorján (?–1951) - Kiss Albin Ferenc (1915–1948) - Klemm Antal (1922–1951) - Kniezsa István (1942–1951) - Koltay-Kastner Jenő (1934–1951) - Láng Nándor (1916–1952) - Magyar Bálint (1944–1951) - Marek József (1918–1952) | - Miskolczy István (1927–1937) - Ortvay Tivadar (1916) - Pakocs Károly (1933) - Pasteiner Gyula (1916–1924) - Perényi József (?–1938) - Pintér Jenő (1916–1940) - Preisz Hugó (1916–1940) - Rézbányay János (1915–1918) - Rigler Gusztáv (1928–1930) - Sík Sándor (1919–1951) - Sipos István (1919–1949) - Szinnyei Ferenc (1920–1947) |

## Szent István Tudományos Akadémia
A felszínes tudás eltávolít Istentől, az alapos tudás visszavezet hozzá.
Az Akadémia újjászervezése 1989 után kezdődött. A negyvenéves kikényszerített “szünet” után Horvát Adolf Olivér OCist professzor, az 1951 óta “tetszhalál” állapotában lévő akadémia egyetlen élő tagja közbenjárásával az akadémia újrakezdhette munkáját, mivel kánonjogi feloszlatására nem került sor. A szervezést 1998-tól irányító Stirling János fölvette a kapcsolatot Adolf atyával. 1999 és 2001 között elkészült az új alapszabály, melynek végleges változata szerint az akadémia egyházmegyei tudományos társulás, szokásjogi alapon az esztergom-budapesti érsekség főhatósága alatt.
2002. október 25-én – Vizi E. Szilveszter, a Magyar Tudományos Akadémia elnökének jelenlétében – megtartotta XXXVIII. rendes közgyűlését. Az akadémia elnökévé az ötventagú testület Bolberitz Pált, a főtitkári tisztre Stirling Jánost választotta meg.
Hivatalos megalapítása 2003. március 10-én történt. A Szent István Tudományos Akadémia nevet 2004-ben vette fel. Tagsága zárt létszámú, legfeljebb 100 fő lehet. A rendes tagok (80 fő) mellett 10-10 tiszteletbeli és külső, határon túli tagja lehet. A tagság feltétele:
- nemzetközileg jegyzett tudományos munkásság, valamint legalább kandidátusi fokozat.
- egyházjogilag rendezett házasság – elvált családi állapot, zavaros magánélet kizáró ok
- vegyenek részt aktívan a katolikus közéletben.

A tudományos munkásság alapján legalább két személynek kell ajánlania az illetőt. Ha minden rendben van, a közgyűlés dönt a jelölt felvételéről, a végső szót pedig a mindenkori érsek mint fővédő mondja ki. (2000-től Paskai László, 2003-tól Erdő Péter.)

### Rendes tagjai
| - Ádám Antal - Adamik Tamás - Andrásfalvy Bertalan - Balogh Elemér - Barna Gábor - Berényi István - Bertényi Iván - Bolberitz Pál - Boros János - Borhidi Attila - Boros János - Czopf József - Csapodi Csaba (†2004) - Császár Ákos (†2017) - Dávid Katalin - Dohy János (†2002) - Dolhai Lajos - Eckhardt Sándor (†2016) - Erdélyi Zsuzsanna (†2015) - Erdő Péter - Érszegi Géza (†2022) - Fodor István - Freund Tamás - Frenyó Zoltán - Frivaldszky János - Fröhlich Ida - Győry Kálmán - Gyires Klára - Hámori József (†2021) - Heidl György - Hidvégi Máté | - Horvát Adolf Olivér OCist (†2006) - Ivancsó István - Jobst Kázmér (†2016) - Kajtár István - Kádár Béla - Kádár Zoltán - Kajtár István (2019) - Kellermayer Miklós - Kerpel Fronius Sándor - Király Zoltán - Kocsis Imre - Kollár László - Kosztolányi György - Kovács Imre Endre OPraem (†2014) - Kovács Teréz - Kóczy László - Körmendy Kinga - Kubinyi András (†2007) - Kunszt György (†2010) - Kurnik Ernő (†2008) - Lábady Tamás (†2017) - Lautner Péter - Madas Edit - Marton József - Mádl Ferenc (†2011) - Méhes Károly (†2007) - Mészáros István - Mezei Balázs Mihály - Náray-Szabó Gábor - Naszlady Attila - Pandula Attila - Pásztor Edit (†2015) | - Prokopp Mária - Puskás Attila - Réthelyi Miklós - Róna-Tas András - Rózsa Huba (†2023) - Rózsafalvi Zsuzsanna - Sarbak Gábor - Sáringer Gyula (†2009) - Schweitzer Ferenc - Simon Kornél - Solymos Rezső (†2019) - Sólyom László (†2023) - Sótonyi Péter - Stirling János - Szabó László Gyula - Szabó Péter - Szakolczai György - Szepessy Tibor (†2018) - Szelestei Nagy László - Szuromi Szabolcs Anzelm O.Praem. - Takács Gyula - Török József - Tringer László - Turgonyi Zoltán - Vanyó László (†2003) - Vida Gábor - Visegrády Antal - Vizi E. Szilveszter - Vizkelety András - Vojcek László - Wittmann István - Zlinszky János (†2015) |

### Tiszteleti tagok
- O’sváth György (2000-2017)
- Semjén Zsolt (2000-)
- Tar Pál (2000-)

### Előadásai
2003
- Csapodi Csaba: Teleki Pál búcsúlevele
- Bolberitz Pál : A magyar filozófia kezdetei - Nicolaus Cusanus recepciója Laskói Csókás Monedolatus Péter "De homine" című művében

2004
- Dávid Katalin: A római Santa Maria Maggiore V. századi újszövetségi mozaikjainak ikonográfiája az Efezusi Zsinat tükrében
- Naszlady Attila: Egyetemesség a tudományban
- Sáringer Gyula: A rovarok nyugalmi állapotáról
- Bognár Sándor: Quo vadis növényvédelmi akarológia
- Császár Ákos: Ötven éve halt meg Szőkefalvi Nagy Gyula

2005
- Adamik Tamás: József Attila: Medáliák című ciklusának szerkezete
- Zlinszky János: Az alkotmány értéktartalma és a mai politika

2007
- Csordás Eörs: A valláskülönbség akadálya a katolikusok és muszlimok között
- Kerpel-Fronius Sándor: A nürnbergi orvosper ma is élő tanulságai

2008
- Kuminetz Géza: A lelkiismeret a tomista bölcselet tükrében
- Erdő Péter: Az egyházmegye kormányzása a püspöki szék akadályoztatása idején – Egy különleges eset: Meszlényi Zoltán káptalani helynökké választása

2011
- Bognár Sándor: A bábaképző intézet szülészetétől az egyetemi katedráig